# Ryan Harrison
Ryan Harrison (født 7. maj 1992 i Shreveport, Louisiana, USA) er en professionel mandlig tennisspiller fra USA.